# همراهان خانه‌ای در علف‌زار (فیلم)
همراهان خانه‌ای در علف‌زار (به انگلیسی: A Prairie Home Companion) فیلمی محصول سال ۲۰۰۶ و به کارگردانی رابرت آلتمن است. در این فیلم بازیگرانی همچون وودی هرلسون، تامی لی جونز، گریسون کیلر، کوین کلاین، لیندزی لوهان، ویرجینیا مادسن، جان سی ریلی، مایا رودولف، مریل استریپ، لی‌لی تاملین، ال. کیو. جونز ایفای نقش کرده‌اند.